# Dunam
O dunam, dönüm, dunum ou donum é uma unidade de área. Não é uma unidade do Sistema Internacional de Unidades.
Originalmente, um dönüm (do turco otomano ﻕﻤﻨﺿ / dönmek, volta) era a quantidade de terra que um homem podia arar em um dia, o qual constituía uma quantidade de área que variava consideravelmente de uns lugares a outros. Mas ainda se utiliza de maneira mais ou menos unificada em vários países que formaram parte do Império Otomano.
Entre as diferentes variações estão:
- No Norte do Chipre, o donum equivale a 1.337,8 m².
- No Iraque equivale a 2.500 m².
- Em Israel, Jordânia, Líbano, Palestina e Turquia equivale a 1.000 m². Antes da queda do Império Otomano, o tamanho de um dönüm era de 919,3 metros quadrados, mas durante o Mandato Britânico da Palestina (1917-1948) adoptou-se o dunam métrico de 1.000 m², que ainda se usa.
- Outros países que utilizam alguma variação do dunam são Líbia, Síria e os países da antiga Iugoslávia.
- Na Grécia esta unidade é chamada de estrema (το στρέμμα, pl. τα στρέμματα, do verbo στρέφω, volta, giro) e equivale a 1.000 m².

Pode ser que dönüm é originalmente a tradução de στρέμμα.

## Conversões
Um dunam métrico equivale a:
- 1.000 metros quadrados
- 10 ares
- 0,1 hectares

- 0,24710538146717 acres
- 1.195,9900463011 jardas quadradas
- 10.763,91041671 pés quadrados